# Klemen Orter
ORTER, polno ime Klemen Orter, slovenski pevec, * 18. marec 1993, Celje.
Z glasbo se je resneje začel ukvarjati v času srednjega šolanja na Šolskem centru Velenje, ko je začel nastopati v šolskih muzikalih in pel v zboru. Svojo prvo skladbo »Prisluhni mi, zapri oči« je posnel leta 2008. Sledili sta »Pusti skrbi« in »Tista si« (slednjo je napisal Dean Delucca), s katero se je prijavil na razpis za EMO 2010, a za festival ni bil izbran.
Z letom 2010 se je začel njegov pohod na slovenske šove iskanja talentov: najprej se je predstavil v 1. sezoni Slovenija ima talent, a ni prišel daleč. Uspešnejši je bil v Misiji Evroviziji, izboru za slovenskega predstavnika na Pesmi Evrovizije 2012 v Bakuju. Bil je eden izmed 32 izvajalcev, izbranih za oddaje v živo. V prvem krogu je zapel »Somewhere Over the Rainbow« in se po mnenju sodnikov uvrstil v naslednji krog. Izpadel je po svojem drugem nastopu (z »Empire State of Mind«). Spomladi 2013 se je vrnil na oder oddaje Slovenija ima talent, tokrat ne kot solist, temveč kot pevec skupine The SIT Group. Po uspešno prestali avdiciji so nastopili v prvem polfinalu, v katerem so zasedli 3. mesto, vendar sta v finale odšla le dva polfinalista in se tako niso uvrstili v finale.
V prvem videospotu Eve Boto, s katero sta se spoznala v Misiji Evroviziji, za pesem »Na kožo pisana« – premierno je bil predstavljen januarja 2014 – je odigral vlogo njenega fanta. Julija istega leta je izdal svoj prvi avtorski komad »Feeling Toxic«, ki je nastal v sodelovanju s producentom Tadejem Miheličem, pod umetniškim imenom Grimm McClee. Ta vzdevek je hitro opustil in začel uporabljati zgolj ime Orter. Na nastopih ga spremlja bend 500 m. Potegoval se je za naziv mistra Slovenije 2015.
9. julija 2016 je nastopil na Melodijah morja in sonca s skladbo »Zaprta v grad«, za katero je glasbo in besedilo napisal sam ter zanjo prejel nagrade strokovne žirije za glasbo, izvedbo in za najobetavnejšega izvajalca ali avtorja (nagrado Danila Kocjančiča). S »Kraljico« je sodeloval na Emi 2018, na oder MMS-a pa se je vrnil leta 2019 s pesmijo »Orkan«.
Spomladi 2019 je tekmoval v 5. sezoni MasterChefa Slovenija.

## Diskografija

### Kot Klemen Orter
- Prisluhni mi, zapri oči (2008)
- Pusti skrbi (2009)
- Tista si (2009)

### Kot Grimm McClee
- Feeling Toxic (2014)

### Kot Orter
- Zaprta v grad (2016) – Melodije morja in sonca 2016
- Kraljica (2018) – EMA 2018
- Orkan (2019) – Melodije morja in sonca 2019

## Nastopi na glasbenih festivalih

### Melodije morja in sonca
- 2016: Zaprta v grad (Klemen Orter/Klemen Orter/Samo Jezovšek, Tadej Mihelič) - nagrada Danila Kocjančiča oz. nagrada strokovne komisije za najobetavnejšega avtorja in izvajalca, nagrada strokovne komisije za najboljši aranžma, nagrada strokovne komisije za najboljšo glasbo, nagrada strokovne komisije za najboljšo izvedbo, 6. mesto (19 točk)
- 2019: Orkan (Klemen Orter/Klemen Orter/Matej Pečaver, Mitja Novak) - 8. mesto (13 točk)

### EMA
- 2018: Kraljica (Klemen Orter, Martin Bezjak/Klemen Orter/Blaž Vrečko, Jernej Kržič, Klemen Orter, Martin Bezjak)